# Jógvan við Keldu
Jógvan við Keldu [ˈjɛgvan viː tʃɛldʊ], född 30 januari 1944 i Klaksvík, var Färöarnas inrikesminister och oljeminister. Han tillhör partiet Fólkaflokkurin (Folkpartiet) och har suttit i lagtinget (Färöarnas parlament) först mellan 1988 och 1990 och sedan från 1998. Han representerade även Färöarna i Nordiska ministerrådet mellan 1998 och 2004.
Mellan 1971 och 1974 var han medlem i stadsrådet i Klaksvík. Han var även borgmästare mellan 1981 och 1989 samt 1993 och 2000.
Jógvan við Keldu är son till Gigga við Keldu och Theodor við Keldu. Han är gift med Betty við Keldu och far till Gunvá, Pætur och Tóra við Keldu. Han gick litteraturutbildning hos Rósing Rasmussen i Runavík 1960-1961 samt i Kjølbro i Klaksvík 1961-1964. Den 22 juni 1995 utsågs han till riddare av Dannebrogordenen.
Den 9 november 2006, i Köpenhamn, lade Jógvan við Keldu fram förslaget att hela Norden ska lära sig det svenska språket som andraspråk. Han menade att i och med att det är det största språket i Norden kommer det att förstås av fler personer, eftersom det även värnar om den "nordiska identiteten".